# 154 Pułk Piechoty (II RP)
154 Pułk Piechoty (154 pp) – oddział piechoty Wojska Polskiego II RP.

## Mobilizacja
154 pułk piechoty nie istniał w pokojowej organizacji Wojska Polskiego. Był jednostką mobilizowaną na podstawie planu mobilizacyjnego „W”, w II rzucie mobilizacji powszechnej.
Jednostką mobilizującą był 4 pułk piechoty Legionów w Kielcach i 39 pułk piechoty Strzelców Lwowskich w Jarosławiu. W garnizonie Kielce mobilizowano dowództwo 154 pp, I i II batalion oraz pododdziały specjalne, natomiast w garnizonie Jarosław III batalion.
Zgodnie z planem „W” organizacja pułku miała się rozpocząć w „dniu X”, czyli siódmego dnia mobilizacji powszechnej. W czasie czterech dni (X+3) gotowość miał osiągnąć I i III batalion. Następnego dnia (X+4) dowództwo pułku oraz pododdziały specjalne. Jako ostatni, w dwunastym dniu mobilizacji powszechnej (X+5), miał być gotowy II baon.
Po zakończeniu mobilizacji i osiągnięciu gotowości pułk miał wejść w skład rezerwowej 45 Dywizji Piechoty. 
W środę 30 sierpnia 1939 roku została zarządzona mobilizacja powszechna. Pierwszym dniem mobilizacji wyznaczono czwartek 31 sierpnia 1939 roku. W sobotę 2 września 1939 roku Naczelny Wódz przyspieszył o dwa dni mobilizację jednostek II rzutu. „Dniem X” został poniedziałek 4 września 1939 roku. Przyspieszenie mobilizacji oddziałów II rzutu zostało wymuszone sytuacją na froncie Armii „Kraków”. 
Dowódcą pułku został podpułkownik Aleksander Idzik, dotychczasowy zastępca dowódcy 4 pułku piechoty Legionów.
3 września przed południem w garnizonie kieleckim odbyła się odprawa dowódców oddziałów garnizonu, na której zdecydowano zorganizować batalion piechoty dowodzony przez porucznika rezerwy Zbigniewa Buczka, złożony z dwóch kompanii piechoty, kompanii ciężkich karabinów maszynowych i czwartą baterią 55 pułku artylerii lekkiej porucznika Jana Jankowskiego bez jednego działonu. Batalion, jako oddział wydzielony otrzymał zadanie osłony Kielc przed jednostkami zmotoryzowanymi nieprzyjaciela w rejonie Słowik–Piekoszów i tym samym zabezpieczenia mobilizacji garnizonu.
Ppłk Aleksander Idzik podał zebranym do wiadomości, że przystępuje do formowania 154 pp z oddziału nadwyżek 4 pp Leg., z których zorganizuje samodzielne pododdziały jednostki oraz I i II batalion. Natomiast III baon w składzie dwóch kompanii piechoty i kompanii ckm zorganizuje w oparciu o Ośrodek Zapasowy 25 Dywizji Piechoty, którego transporty przybywały koleją do Kielc. Do umundurowania i uzbrojenia pułku wykorzysta zapasy mobilizacyjne znajdujące się w magazynach garnizonowych. W ten sposób ppłk Idzik miał zamiar sformować 154 pp o pełnym składzie etatowym czasu wojennego. Na tym odprawę zakończono. Tego samego dnia do Kielc przybył pułkownik dyplomowany Kazimierz Glabisz, który działając z rozkazu Naczelnego Wodza podporządkował sobie garnizon Kielce, w tym także 154 pp. Od tego momentu pułk działał w składzie improwizowanej Grupy „Kielce”.
W związku z rozkazem Naczelnego Wodza o niebronieniu Kielc, zarządzono ewakuację Ośrodka Zapasowego 25 Dywizji Piechoty oraz Ośrodka Zapasowego Artylerii Lekkiej nr 7, które 4 września pomaszerowały w kierunku na Annopol i Kraśnik, zaś nie uformowane oddziały 45 DP Rez., pozostałości 4 pp Leg. pod dowództwem mjr Boguchwała Ogłazy i niezmobilizowane baterie (6 i 9) 55 pal, dowodzone przez Józefa Porębnego – przez Sandomierz udały się do Jarosławia.

## Działania bojowe
154 pułk piechoty wraz z innymi oddziałami utworzył podgrupę „Kielce” pod dowództwem ppłk. Idzika. Zadaniem podgrupy było zamknięcie kierunku Kraków–Radom i osłona koncentracji 3 i 12 Dywizji Piechoty.
Główny szlak prowadzący z Kielc na Radom zamknął pod m. Dąbrowa I batalion 154 pp, mjr. Rudolfa Mizgalewicza z przydzielonym plutonem ppanc. Wspierała batalion improwizowana bateria 55 pal armat 75 mm (I pluton 4 baterii i pluton 6 baterii) kpt. rez. Grzegorza Zalewskiego ze stanowisk ogniowych urzutowanych działonami w głąb po obu stronach szosy  na południe od m. Barcza. Bateria mogła prowadzić ogień na Szydłówek, przedmieście Kielc zwane Piaski i położoną w dolinie, na przedpolu polskich stanowisk wieś Dąbrowę. Jak na cieśninę leśną, którą kielecka szosa przemykała między lesistymi wzgórzami – Wierzejską i Białą Górą – było to zabezpieczenie dostateczne. III batalion 154 pp (improwizowany z kompanii 4 pp Leg. oraz 56 i 60 pp), pod dowództwem kpt. Jana Tylińskiego z 56 pp, obsadził wzgórze Klonówkę, z tym że gros jego sił stanął w głębi lasu pod Wiśniówką w odwodzie, z tym, że jedna kompania zamykała szosę – grzbiet Masłów Pierwszy w rejonie Stara Wieś i Mąchocice Kapitulne Dolne, jednocześnie wydłużając na wschód linię polskiej obrony. Kompania na Klonówce miała zapewnione wsparcie 7 baterii haubic 55 palu, w linii zaś została zasilona przez 2 pluton 5 kompanii.
Szosę prowadzącą na Bodzentyn zamknął pod m. Święta Katarzyna II batalion 154 pp kpt. Wacława Kotołowskiego z plutonem ppanc. Oparł on swe wschodnie skrzydło o Łysicę, zachodnie zaś – o wzniesienie Radostowa. Niestety dla baonu zabrakło wsparcia artyleryjskiego, a całe jego wzmocnienie stanowił pluton działek przeciwpancernych. Ponadto prawe skrzydło pozbawione było możliwości zamaskowania swych stanowisk.
Pozycja była dobra – pasmo stromych wzgórz, w dodatku pod Dąbrową porośniętych lasem. Wszystko już ranem było gotowe do obrony.
5 września niemiecka 2 Dywizja Lekka, po drobnych potyczkach zajęła Kielce. 
2 DLek. od rana 6 września nacierała czołowo małymi oddziałami piechoty przy wsparciu czołgów i artylerii na polską pozycję pod m. Dąbrowa (I batalion 154 pp). Około południa natarły od północy nieprzyjacielskie czołgi w liczbie około 20 sztuk. Jeden czołg rozbity został przez działo ppanc – na walkę z pozostałymi zabrakło amunicji. W chwilę po ukazaniu się czołgów przybył kapitan Langrot dowożąc amunicję do ckm. Poprawiło to nieco sytuację, choć jej nie rozwiązało. Czołgi ostrzeliwały polskie pozycje aż do zapadnięcia zmroku. Wśród obrońców było wielu rannych, w tym również adiutant pułku, porucznik Antoni Szczurowicz. Po zaciętym boju, dzięki przewadze żołnierzy, siły ognia i sprzętu, Niemcy wieczorem opanowali szosę. Jednak odcięta pozycja polska pod Dąbrową (w lesie na wschód od szosy) trwała w obronie, pozostał tam ppłk Idzik z częścią batalionów I i II 154 pp.
Gen. Stumme związawszy walką siły polskie pchnął swe główne siły do Kostomłotów i przez Tumlin osiągnął Samsonów. Większe siły przesunęły się ku północy i częścią uderzyły na Zagnańsk, a częścią weszły w godzinach południowych w rejon Kajetanowa, między oba rzuty polskiej obrony. Około południa punkt ciężkości walki przeniósł się do Zagnańska. Oddziały polskie nie mogły sprostać hitlerowcom. Nie powiodło się natarcie sąsiada – trzybatalionowego pułku improwizowanego z Ośrodka Zapasowego 16 Pomorskiej Dywizji Piechoty przez podpułkownika Tadeusza Knoppa. W związku z tym ppłk Idzik otrzymał rozkaz by zostawił g. Wierzejską i ubezpieczył się na tyłach pod Kajetanowem, a w razie konieczności odchodził przez Klonów na Wąchock.
Tylko wskutek przeoczenia nieprzyjaciela grupa dowodzenia bez przeszkód wycofała się na Brzezinki, podczas gdy wysłany oficer przekazał dowódcy 154 pp decyzję płk Glabisza. Dzięki natarciu batalionu z pułku ppłk Knoppa, ppłk Idzik wycofał obsadę g. Wierzejskiej, przegrupowując ją na wschód od szosy. Nie zdążyła ona jednak przedostać się do nakazanego punktu w Wiśniówce Dużej, gdyż dalsze uderzenie niemieckie wychodzące z Jaworza, pomieszało i częściowo rozproszyło odwód skierowany pod Wiśniówkę Małą i Kajetanów, wskutek czego rozproszyła się także zepchnięta w las obsada g. Wierzejskiej.
Dowódca pułku z trudem zebrał kilkudziesięciu strzelców, których osobiście poprowadził do ataku kierując się między Wiśniówkę a Kajetanów. Ten zdecydowany atak dopiero na szosie natrafił na nieprzyjaciela. Strzelcy obrzucili Niemców granatami i obsadzili skraj lasu porastającego g. Masłowską. Przypadkowo w tym samym czasie wyruszyło następne natarcie pomorskich kompanii ppłk Knoppa, co pozwoliło ppłk Idzikowi opanować ostatecznie ciężką sytuację. Niemcy utrzymali się jednak w Kajetanowie przerywając ogniem łączność z pozycją odwodową na górze Barcza. Na szczęście twardo trzymał się 93 pp rozwinięty nad strumieniem Bobrza, chociaż jego dowódca był zmuszony zagiąć zachodnie skrzydło zagrożone od Samsonowa.
Nie udało się jednak nawiązać łączności z pierwszym rzutem obrony ppłk Idzika. W godzinach popołudniowych Niemcy opanowali całą szosę, wypierając również polską kompanię spod Masłowa Pierwszego i Mąchocic. Pod m. Barcza w improwizowanej 5 baterii 55 pal dwa działa zostały uszkodzone, w pierwszym działonie po oddaniu trzech strzałów. Ppłk Idzik z częściami I i III batalionu 154 pp bronił się pod Dąbrową, w lesie na wschód od szosy. W walce tej część 154 pp uległa rozproszeniu, jednak zebrała się w sile słabego batalionu i dołączyła następnie do 3 Dywizji Piechoty Legionów.
3 DLek. po przemarszu spod Końskich, zbierała się w rejonie Daleszyce – Wola Jachowa. Jej czołowe elementy rozpoznawcze uderzyły rano na II/154 pp pod m. Święta Katarzyna. Dowódca II batalionu właśnie sprawdzał stanowiska prawoskrzydłowej kompanii, gdy z leżącej na przedpolu Starej Wsi zaczął biegiem wycofywać się wysunięty tam patrol. Nikt nie strzelał, ale na drodze kurzyło się i dolatywał z niej warkot motorów. Gdy ze skraju Stare Wsi wysunęło się czoło kolumny niemieckiej Polacy otworzyli ogień karabinowy. Nie minęło nawet 15 minut, kiedy liczna tyraliera przeciwnika rozwinęła się po obu stronach Starej Wsi oraz głębiej, na wzgórzu Strużno. Gęsto zaczęły strzelać niemieckie karabiny maszynowe, a na wzgórze pod Krajnem posypały się pociski moździerzy.
Ogień moździerzy ciągle narastał, szczerbiąc szeregi obrońców wzgórza, ale piechota nie próbowała nacierać. Ze wschodniego skrzydła podniósł się zgiełk broni maszynowej k. wioski Łęki, którą Niemcy podeszli o 100 m od skraju lasu porastającego Łysicę, nawiązując styczność ogniową z lewoskrzydłową kompanią. Nieco później odgłosy walki doleciały również spod Kakonina, strzeżonego przez najdalej na wschód wysuniętą oficerską placówkę. 
Na skrzydle zachodnim podobna placówka trzymała wzgórze położone na skraju wsi Wymyślona, słabo strzeżonej jedynie przez inny oficerski patrol. Wymacawszy ten słaby punkt, Niemcy wykorzystali osłonę stworzoną im przez zabudowania wsi. Na Wymyśloną uderzyła z rozmachem kompania piechoty, wzmocniona kilkunastoma czołgami. Trzy działka ppanc. jakie posiadał batalion strzegły Krajna i skrzyżowanie dróg pod Św. Katarzyną, toteż czołgi posuwały się bez przeszkód. Za chwilę walka zawrzała już wśród zabudowań i kpt. Kotołowski zobaczył, jak kilku strzelców pojedynczo wycofuje się w kierunku Zagórza. W kilka minut po nich ku lasom klonowskim ruszyła biegiem oficerska placówka z zachodniego skrzydła, której czołgi nie pozwoliły wycofać się ku Św. Katarzynie. Przeciwnatarcie odwodu na czołgi nie miało sensu, toteż dowódca batalionu musiał dać za wygraną i nakazał cofać się z Krajna na Św. Katarzynę. Prawie w tym samym momencie, kiedy strzelcy opuścili stanowiska, druga grupa czołgów pełnym gazem ruszyła na Krajno wzdłuż traktu, którym wycofywały się dwa działka ppanc. Szarża czołgów była tak szybka, że nim kompania zdołała schronić się do lasów, została obłożona ogniem pod którym rozproszyła się i spłynęła na Zagórze. Konie przy obu działkach zostały wybite i główne uzbrojenie batalionu pozostało na drodze. Dopiero na skrzyżowaniu dróg odezwało się działko drugiej linii, unieruchamiając pierwszy czołg i odstraszając pozostałe
W wyniku walki, około godz. 8 rano, polski batalion został rozbity i rozproszył się. Niemieckie oddziały rozpoznawcze ruszyły dalej przez Bodzentyn i około godz. 14 osiągnęły rejon Wierzbnika.
Po rozbiciu zorganizowanej obrony, jedynie rozproszone oddziałki prowadziły jeszcze chaotyczną walkę w Górach Świętokrzyskich. 
Ppłk Idzik wraz z kpt. Turkiem na czele, zebrał się w głębi lasu, następnie przemknął się pomiędzy oddziałami niemieckimi do rejonu Klonowa z zamiarem przedostania się za Wisłę. 8 września zatrzymał się w Psarach, zbierając licznych rozbitków z różnych oddziałów. Część żołnierzy ewakuowała się w okolice Lwowa. Po zajęciu tych terenów przez sowietów oficerowie zostali internowani w Starobielsku i zamordowani w 1940 roku w ramach zbrodni katyńskiej.

### Działania III batalionu 154 pp
Zmobilizowany w Jarosławiu przez 39 pułk piechoty, III batalion 154 pp był mobilizowany we wsi Wierzbna. 6 września zakończył mobilizację. Do 8 września wykonywał umocnienia w rejonie Wierzbna oraz rowy przeciwlotnicze. Teren gdzie przebywał batalion był bombardowany przez lotnictwo niemieckie. Z uwagi na zbombardowanie torów kolejowych batalion nie dołączył do macierzystego pułku i dywizji. Batalion został oddany do dyspozycji gen. bryg. Wacława Wieczorkiewicza. Rozkazem gen. bryg. Wacława Scaevola-Wieczorkiewicza batalion został wysłany na dalekie przedpole celem osłony, organizującej obronę Grupy „Jarosław” ppłk. Jana Wójcika.  8 września o godz. 17.00 III/154 pp wymaszerował do Przeworska i doszedł do celu o godz.20.00. Od świtu 9 września zajmował pozycje obronne w Nowosielcach koło Przeworska. 10 września rano maszerujący spod Nowosielc do Leżajska III/154 pp zatrzymał się na postoju w lasach w rejonie Dębna. Tam został zaskoczony i rozbity przez oddziały niemieckiej 2 Dywizji Pancernej. Część pododdziałów batalionu przedostała się przez San do lasów sieniawskich, gdzie weszła w skład Grupy ppłk. Jana Wójcika, reszta dołączyła do Ośrodka Zapasowego 24 DP w rejonie Żółkwi. 

## Obsada personalna
- dowódca pułku[8]– ppłk Aleksander Idzik
- I adiutant pułku – por. rez. Zygmunt Szczurowski[9]
- II adiutant pułku – ppor. Stefan Wrona[8]
- dowódca kompanii przeciwpancernej – por. Zbigniew Michał Buczek[8]

- dowódca I batalionu – mjr Rudolf Leon Mizgalewicz[8]
  - dowódca 1 kompanii strzeleckiej – kpt. Tadeusz Konasiewicz[9]
  - dowódca 2 kompanii strzeleckiej – kpt. Leonard Cholewa[8]
  - dowódca 3 kompanii strzeleckiej – por. Leon Henryk Cel[8]

- dowódca II batalionu – kpt. Wacław Kotołowski[9]
  - dowódca 4 kompanii strzeleckiej – ppor. Maciej Kielman[9]
  - dowódca 6 kompanii Strzeleckiej – kpt. Władysław Włodzimierz Jagiełłowicz[8]
  - dowódca 2 kompanii ckm – p.o. ppor. Bogdan Woźniak

- dowódca III batalionu – ppłk Franciszek Karol Herzog[8][10]
  - dowódca 7 kompanii strzeleckiej – por. Tadeusz Gola[8][10]
  - dowódca 8 kompanii strzeleckiej – por. Henryk Mickiewicz[8][10]
  - dowódca 9 kompanii strzeleckiej – por. rez. Edward Józef Tomaszewski[8][10]
  - dowódca 3 kompanii ckm – por. Cyprian Stanisław Osiński[8][10]
- funkcja nieustalona – pchor. / ppor. Franciszek Barnaszewski †IX 1939 Dzików, woj. lwowskie[11]